# السعودية في الألعاب البارالمبية الصيفية 2012

علم السعودية.

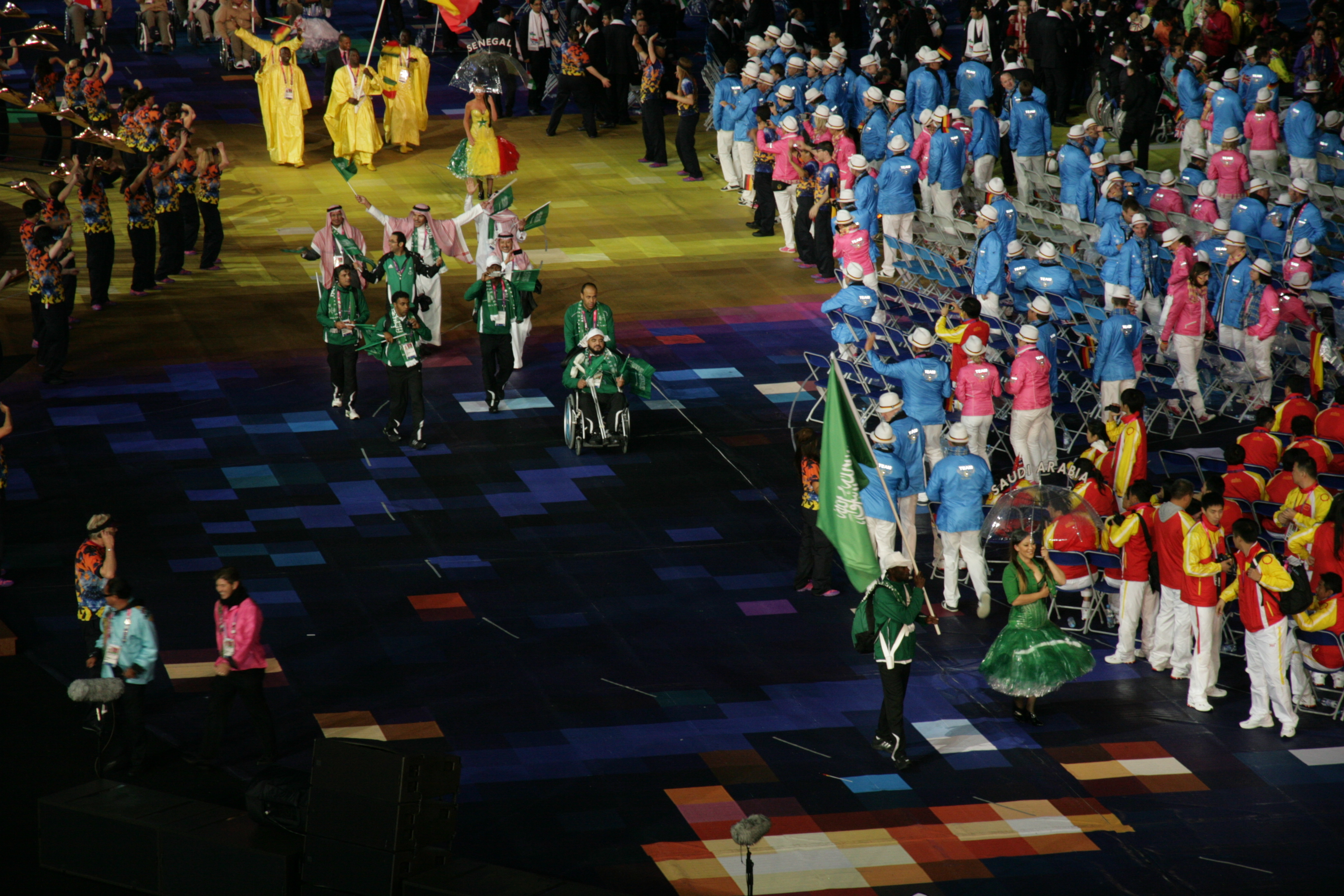
الوفد السعودي في الألعاب البارالمبية الصيفية 2012.

شاركت المملكة العربية السعودية في الألعاب البارالمبية الصيفية 2012 في لندن، المملكة المتحدة، من 29 أغسطس 2012 - 9 سبتمبر 2012. على الرغم من أن البلاد أرسلت لاعبات للمرة الأولى في الألعاب الأولمبية الصيفية 2012، تحت ضغط من اللجنة الأولمبية الدولية، إلا أنها لم ترسل أي لاعبة من النساء في الألعاب البارالمبية الصيفية 2012 وكان جميعهم من الذكور فقط. وقد مثل وفد السعودية ثلاثة رياضيين في سباقات المضمار والميدان، ورفع الاثقال.

## الميداليات
| الميدالية | الاسم       | الرياضة     | الحدث     | التاريخ  |
| --------- | ----------- | ----------- | --------- | -------- |
| فضية      | هاني النخلي | ألعاب القوى | رمي القرص | 7 سبتمبر |